# Obsjtina Tărgovisjte
Obsjtina Tărgovisjte (bulgariska: Община Търговище) är en kommun i Bulgarien.   Den ligger i regionen Tărgovisjte, i den nordöstra delen av landet, 270 km öster om huvudstaden Sofia.
Obsjtina Tărgovisjte delas in i:
- Aleksandrovo
- Bajatjevo
- Bozjurka
- Bratovo
- Buchovtsi
- Vardun
- Vasil Levski
- Goljamo Sokolovo
- Davidovo
- Draganovets
- Dălgatj
- Zdravets
- Koprets
- Kralevo
- Liljak
- Lovets
- Makariopolsko
- Momino
- Nadarevo
- Ovtjarovo
- Ostrets
- Pajdusjko
- Podgoritsa
- Preselets
- Presijan
- Probuda
- Razbojna
- Ruets
- Strazja
- Săedinenie
- Tărnovtsa
- Tjerkovna
- Bujnovo
- Goljamo novo
- Dralfa
- Presiak
- Rosina
- Tvărdintsi
- Makovo

Följande samhällen finns i Obsjtina Tărgovisjte:
- Tărgovisjte